# ری (میزوری)
ری (به انگلیسی: Rea) یک شهر در ایالات متحده آمریکا است که در شهرستان اندرو، میزوری واقع شده‌است. ری ۰٫۳۱ کیلومتر مربع مساحت و ۵۰ نفر جمعیت دارد و ۳۲۸ متر بالاتر از سطح دریا واقع شده‌است.